# 天主教梅诺卡教区
天主教梅諾卡教區（拉丁語：Dioecesis Minoricensis）是羅馬天主教一個教區，位於西班牙巴利阿里群島梅諾卡島，教座位於休達德拉。屬巴倫西亞總教區。
教區成立於5世紀，最早有文獻記載的主教是417年或418年的塞維魯。898年赫羅納教區獲授權管理該島教務，11世紀轉至巴塞隆納教區，1230年教區恢復。1295年被置於馬略卡教區之下。1795年7月28日恢復。1858年建立教區修道院。
2007年，在當地81,288人口中，有教友76,000人，佔轄區總人口93.5%、19個堂區、47名司鐸、10名修士、78名修女。現任教區主教為薩爾瓦多·希門內斯·巴爾斯。